# زهرة الأفعى ضيقة الأوراق
زهرة الأفعى ضيقة الأوراق (الاسم العلمي: Echium angustifolium) هو نوع نباتي يتبع جنس زهرة الأفعى ضمن الفصيلة الحِمحِمية من طائفة ثنائيات الفلقة.